# Ahmet Ağaoğlu

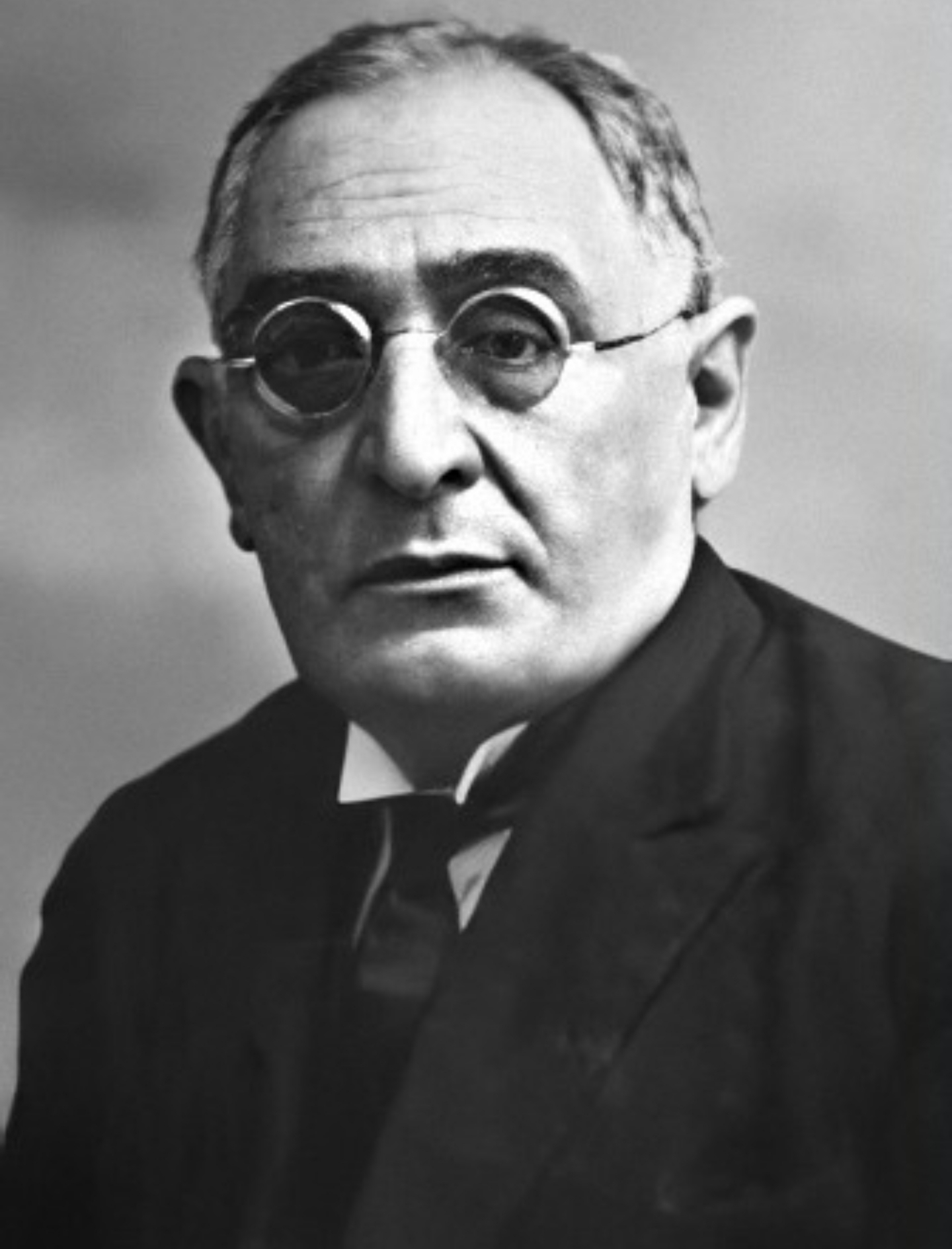
Ahmet Ağaoğlu

Ahmet Ağaoğlu, auch bekannt als Ahmed bey Aghaoghlu (aserbaidschanisch Əhməd bəy Ağaoğlu; * 1869 in Şuşa/Russisches Kaiserreich; † 19. Mai 1939 in Istanbul), war ein prominenter aserbaidschanisch-türkischer Publizist, Journalist, Abgeordneter und ein Ideologe des Panturkismus.

## Ausbildung
Gemäß Shissler wurde Ahmet Ağaoğlu in Şuşa in Bergkarabach geboren. Sein Vater Mirza Hassan war ein wohlhabender Baumwolleanbauer aus dem Stamm der Kurteli, seine Mutter Taze Khanim war Mitglied des halbnomadischen Stammes Sariji Ali. Er besuchte nicht wie die traditionellen Aserbaidschaner eine Madrasa, sondern begann seine Schulausbildung 1884 an der Russischen Schule in Şuşa. Danach ging er für den Gymnasiumsabschluss nach Tiflis, die erste große und vornehmlich christliche Stadt in seinem Leben. 1888 reiste er nach Frankreich, um dort an der Universität von Paris Rechtswissenschaften zu studieren.
Dort kam unter den Einfluss der französischen Orientalisten wie Ernest Renan und James Darmesteter und lernte Dschamal ad-Din al-Afghani kennen. 1894 kehrte er in den Kaukasus zurück und arbeitete als Französischlehrer. In Baku schrieb er Monografien über verschiedene Themen. In dieser Zeit entfernte er sich von den iranischlastigen Thesen der französischen Orientalisten und wandte sich der türkischen Identität zu.
Ahmet Ağaoğlu war der Ansicht, dass kultureller und bildungspolitischer Fortschritt als wichtig für die nationale Befreiung anzusehen sei. Die Emanzipation der Frau gehörte auch zu diesem Prozess. Damit war er der erste aserbaidschanische Intellektuelle, der auch für eine Gleichberechtigung der Frau eintrat. In seinem Werk Die Frau in der islamischen Welt von 1901 behauptete er, dass es ohne freie Frauen keinen nationalen Fortschritt geben werde.
Ahmet Ağaoğlu wurde in Baku zu einem der muslimischen Vertreter des Transkaukasus gewählt und spielte eine wichtige Rolle bei der Verhinderung ethnischer Zusammenstöße zwischen Armeniern und Aserbaidschanern im Jahr 1905. Zusammen mit Nasib-bey Yusifbeyli gründete Ahmet Ağaoğlu in Gəncə das Difai-Komitee. 1917 fusionierte das Komitee mit der Türkischen Partei der Föderalisten und der Müsavat Partiyası zu einer Partei.

## Ağaoğlu im Osmanischen Reich
1908 floh wegen einer möglichen Verurteilung ins Osmanische Reich, wo die Jungtürken den Sultan gestürzt und die osmanische Verfassung wieder eingeführt hatten. Dort spielte er neben anderen türkisch-muslimischen Flüchtlinge aus Russland wie Yusuf Akçura und Hüseyinzade Ali eine wichtige Rolle in der pantürkischen Bewegung. Ahmet Ağaoğlu wurde Autor der Zeitschrift Türk Yurdu (Türkische Heimat) und Mitglied des Vereins Türk Ocağı. 1915 wurde er osmanischer Abgeordneter des Komitees für Einheit und Fortschritt für Afyonkarahisar und trat für ein expansionistisches Osmanisches Reich ein, das alle türkischen Völker vereinen sollte. Das Osmanische Reich trat an Seite der Mittelmächte in den Ersten Weltkrieg ein und verlor den Krieg.
Als die Russen 1918 nach der Oktoberrevolution die Herrschaft über den Kaukasus verloren hatten und die Demokratische Republik Aserbaidschan gegründet wurde, kehrte Ahmet Ağaoğlu in seine Heimat zurück. Er nahm die aserbaidschanische Staatsbürgerschaft an und wurde ins Parlament (Milli Məclis) gewählt. Ağaoğlu sollte einer der Delegierten bei der Pariser Friedenskonferenz 1919 sein, wurde aber von den Briten verhaftet und als osmanischer Kriegsverbrecher nach Malta ins Exil geschickt.

## Wirken in der Türkei
Während seines Exils wurde die Demokratische Republik Aserbaidschan 1920 von den Sowjets übernommen und Teil der Sowjetunion. Ahmet Ağaoğlu kehrte im Mai 1921 ins Osmanische Reich zurück, ließ sich in Ankara nieder, wo er seine schriftstellerischen und politischen Aktivitäten fortsetzte. Er wurde Teil der türkischen Widerstandsbewegung unter Mustafa Kemal gegen die Siegermächte. Wegen seiner Erfolge bei der Propagandaarbeit für die Widerstandsbewegung ernannte ihn Mustafa Kemal im Oktober 1921 zum Direktor des Pressebüros (Anadolu Ajansı). Daneben war er Herausgeber der Zeitung Hakimiyyeti-Milliyye (Die Macht des Volkes) und enger Ratgeber des türkischen Präsidenten Mustafa Kemal. Nach dem Sieg der Widerstandsbewegung und der Gründung der Republik Türkei im Jahr 1923 war er zwischen 1923 und 1927 zweimal Abgeordneter der Provinz Kars im türkischen Parlament. Als Rechtswissenschaftler arbeitete Ahmet Ağaoğlu auch an der Türkischen Verfassung von 1924.
1931 verließ er Ankara und ging nach Istanbul. Dort war er Professor für Geschichte und Rechtswissenschaften an der Darülfünun. Am 26. März 1932 wurde er in den Vorstand des Türk Tarih Kurumu (Gesellschaft für Türkische Geschichte) gewählt, aber am 6. August 1933 aus seinem Amt entlassen.
Ağaoğlu starb 1939 in der Türkei. Er war ein gebildeter Mann, der die Staatliche Universität Sankt Petersburg und Universität von Paris absolviert hatte. Er war auch ein bekannter Journalist, der fließend fünf Sprachen (Aserbaidschanisch, Osmanisch, Persisch, Russisch und Französisch) konnte und Artikel über aktuelle Themen in mehreren bekannten Zeitungen in verschiedenen Ländern geschrieben hatte.

## Quelle
- Ada Holly Shissler: Between Two Empires: Ahmet Agaoglu and the New Turkey, I.B.Tauris, 2003 Eingeschränkte Vorschau bei Google Books